# Silver Pigeon
Silver Pigeon is een historisch merk van scooters die werden geproduceerd door Mitsubishi.
Mitsubishi is een Japans merk, tegenwoordig bekend van de auto's, dat in 1946 begon met de productie van scooters met 87 cc tweetakt- en 192 cc kopklepmotoren. De viertakt-motorblokken waren waarschijnlijk kopieën van het Cushman "Husky"-blokje. De productie duurde waarschijnlijk tot 1965. Onder de merknaam "Mitsubishi" werden in de jaren zestig ook 50 cc vouwscooters geproduceerd.

## Silver Pigeon Galepet
Mitsubishi kon haar scooters maar moeilijk verkopen en sprak met Marusho Motorcycle Industrial Co. af dat dit bedrijf de AS-71 onder de naam "Silver Pigeon Galepet" zou gaan produceren. Het plan was dat Marusho 3.000.000.000 Japanse yen van Mitsubishi zou lenen om een fabriek met complete productielijn te bouwen. De inschatting was dat Mitsubishi 10.000 stuks zou afnemen, maar dit werd al snel bijgesteld naar 6000 en later naar 3000. Uiteindelijk blies Mitsubishi de hele operatie af en droeg slechts 50.000.000 yen af aan Marusho. Masashi Ito, de eigenaar van Marusho, had inmiddels 150.000.000 yen geïnvesteerd. Zijn bedrijf ging door deze mislukte deal failliet. 